# Gottfried August Homilius

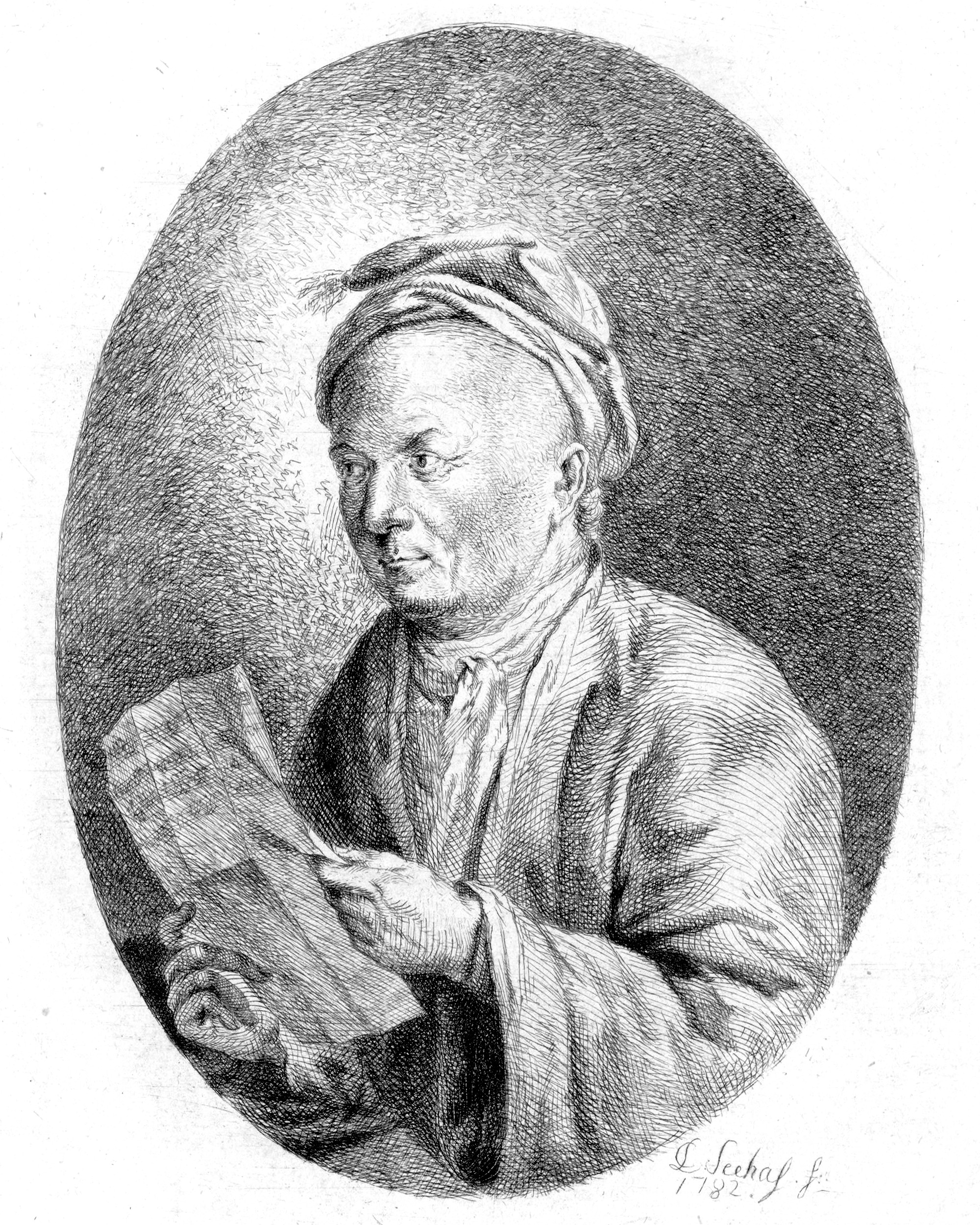
Gottfried August Homilius 1782, gestochen von Christian Ludwig Seehas

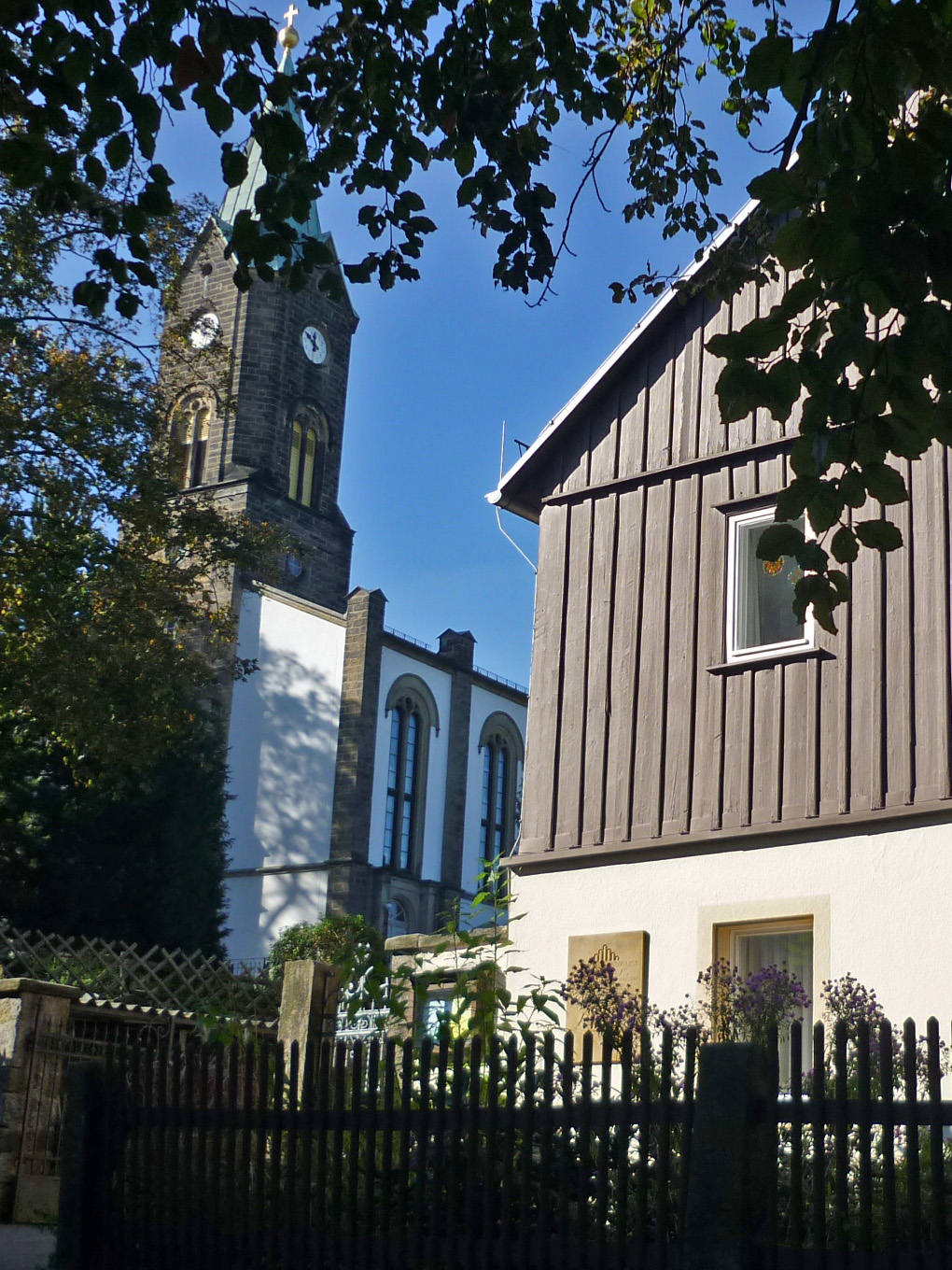
Gedenktafel am Geburtshaus von G. A. Homilius in Rosenthal

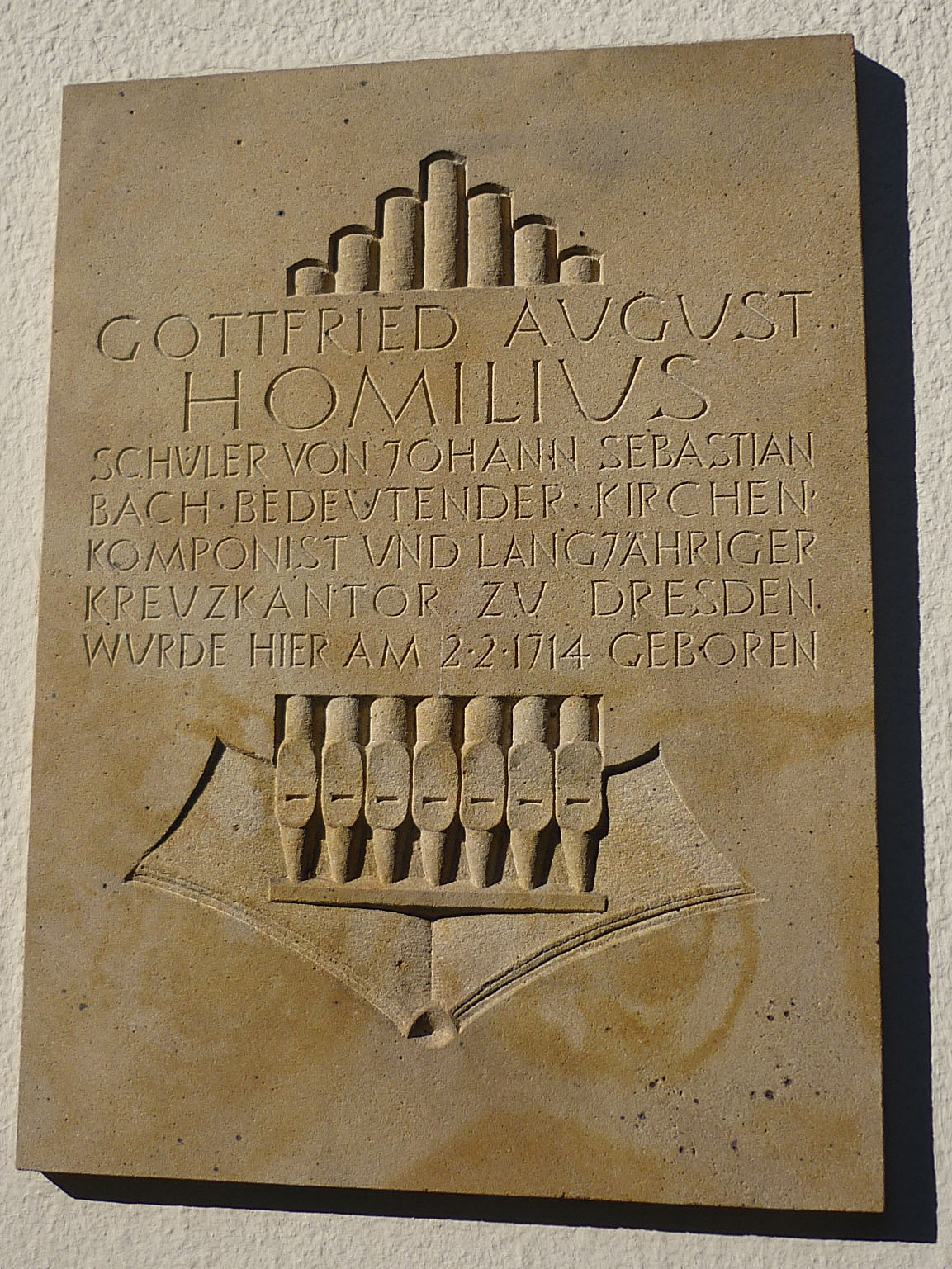
Gedenktafel für G. A. Homilius

Gottfried August Homilius (* 2. Februar 1714 in Rosenthal; † 2. Juni 1785 in Dresden) war ein deutscher Komponist, Kantor und Organist.

## Leben
Nach dem Besuch der Annenschule in Dresden studierte Homilius Jura in Leipzig. Schon dort war er musikalisch aktiv und vertrat zeitweise den Organisten der Nikolaikirche Johann Schneider. Er zählte vermutlich zum unmittelbaren Schülerkreis von Johann Sebastian Bach. Ab 1742 war Homilius Organist an der Dresdner Frauenkirche und ab 1755 in der Nachfolge von Theodor Christlieb Reinhold bis zu seinem Tod Kreuzkantor und Musikdirektor an den drei Hauptkirchen Dresdens; Hauptwirkungsort Homilius’ war die Dresdner Frauenkirche, nachdem die Kreuzkirche 1760 durch preußische Truppen zerstört und ihr Neubau erst 1792 geweiht wurde. Homilius starb 1785 in Dresden und wurde auf dem Johanniskirchhof beigesetzt. Sein Grab ist nicht erhalten.

## Werk und Bedeutung
Homilius hat überwiegend Kirchenmusik komponiert: mehr als 10 Passionen (eine 1775 bei Breitkopf & Härtel in Leipzig gedruckt mit dem Titel „Ein Lämmlein geht und trägt die Schuld“), je ein Oratorium zu Weihnachten (1777) und zu Ostern, über 60 Motetten, 180 Kantaten, 4 Magnifikat, Choräle, Präludien und Choralvorspiele. Außerdem sind von ihm etliche „Gesänge für Maurer“ und eine Generalbass-Schule überliefert. Im Jahr 1776 wurde Homilius als der „wohl jetzt ausgemacht beste Kirchenkomponist“ bezeichnet. Nach seinem Tod kam Ernst Ludwig Gerber sogar zu der Ansicht, dass Homilius „ohne Widerrede unser größter Kirchencomponist“ sei.
Die Vokal-Kompositionen von Homilius erfreuten sich bis in das 19. Jahrhundert hinein größter Beliebtheit. Eine große Zahl bis heute erhaltener Abschriften zeugt von der Verbreitung seiner Werke. Im Zuge der Homilius-Renaissance der letzten Jahre wurden viele der wiederentdeckten Werke des vermutlichen Bach-Schülers und Kreuzkantors in Ersteinspielungen auf CD veröffentlicht.